# Euryarthrum atripenne
Euryarthrum atripenne là một loài bọ cánh cứng trong họ Cerambycidae.